# Felipe Sandoval

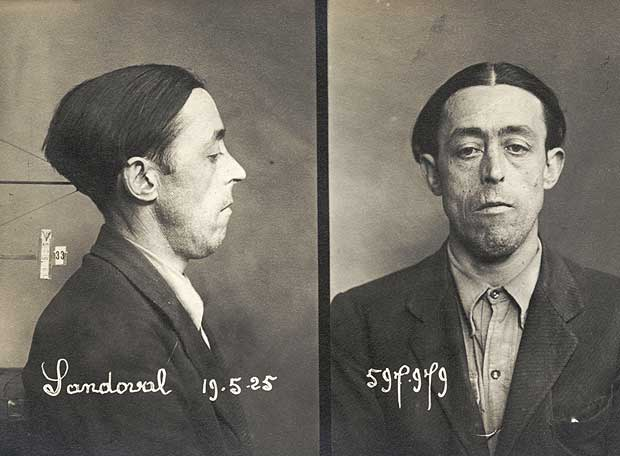
Fotografía de Felipe Sandoval en la ficha policial que se le hizo en Francia en el año 1925.

Felipe Emilio Sandoval Cabrerizo (Madrid, 26 de mayo de 1886-ibidem, 6 de julio de 1939), conocido por el alias «Doctor Muñiz», fue un albañil, atracador, anarquista y espía español. Es conocido, especialmente, por ser un activo asesino revolucionario en el Madrid de los primeros meses de la guerra civil española.

## Biografía

### Primeros años
Nació en el desaparecido barrio de las Injurias en Madrid. Hijo de padre desconocido, su madre, oriunda de Torrelaguna, se había trasladado a la capital para escapar del hambre, y se ganó la vida como lavandera en el Manzanares. Sandoval pasó su infancia en un orfanato. En su juventud, trabajó como albañil, al tiempo que se iniciaba en sus primeros pasos como delincuente. En 1919, se encontraba encarcelado en la prisión de Barcelona tras cometer un robo. Trató de fugarse, pero no tuvo éxito, recibiendo una paliza que le desfiguró el rostro. Huyó de España y se estableció en París. Allí, hacia 1926, participaría en las tertulias de Juan García Oliver, fundador del grupo armado Los Solidarios, organizado como respuesta a la guerra sucia emprendida por sectores patronales y gubernamentales contra los sindicatos en la Barcelona de la época. De esta forma, se relaciona con los principales hombres del anarquismo exiliados en París, en los orígenes primitivos de la FAI.

### Anarquista de acción
Sandoval no era un anarquista teórico o de salón, sino un anarquista de acción. Volvió a Madrid y, durante años, organizó diversos asaltos para financiar el anarquismo de la ciudad. Como revolucionario anarquista, uno de sus primeros golpes importantes lo dio en 1932, en el domicilio de Agapito Velasco, un abastecedor municipal a quien acusa de quedarse con el dinero de los comedores de Asistencia Social. Con otros tres hombres, le robaron 35.000 pesetas. Tras este vendrían otros afamados robos, como el de una oficina del Banco de Vizcaya, donde al más puro estilo de película de gánsters y en apenas diez minutos, robó 40.000 pesetas. Tras el robo de un arsenal de armas fue detenido e ingresado en la cárcel de Colmenar Viejo, de donde se fugaría tras herir a uno de los funcionarios de la prisión. Se convirtió así en toda una leyenda con su estilo de gánster y su temida fama hizo llenar portadas en los periódicos de la época. Por todo ello, se le consideró el enemigo público número uno. Para algunos, Sandoval no era más que un maleante, "un truhán que no sabe de ideas. Solo de estafas y del regusto ácido de la mala vida", según escribía la revista Nuevo Mundo.

### Durante la Guerra Civil

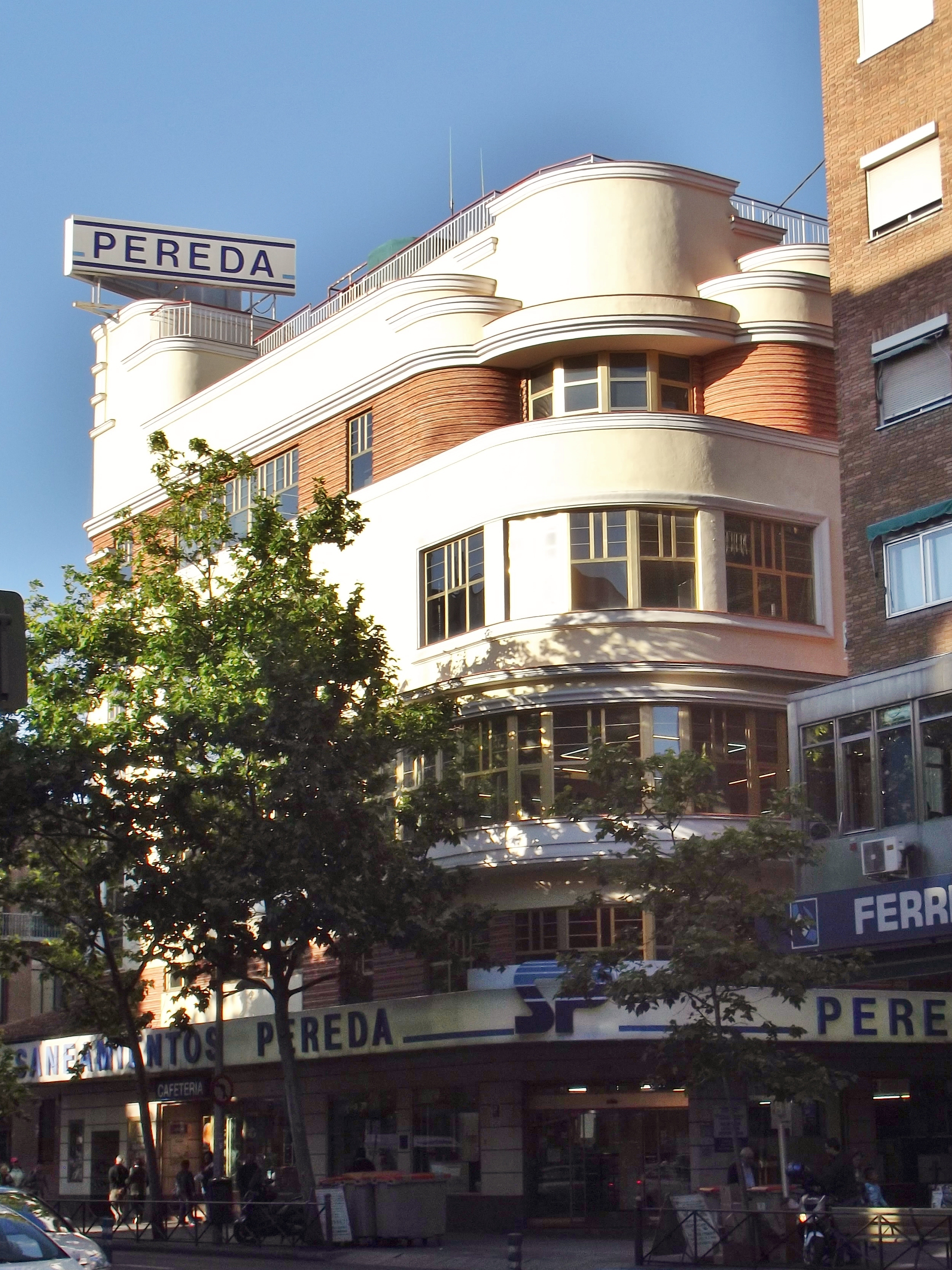
El antiguo cine Europa (en la actualidad una tienda de saneamientos), albergó una checa de la CNT, dirigida por Felipe Sandoval.

Al estallar la guerra civil española, algunos miembros de la CNT se integraron en la checa de Fomento, oficialmente llamado Comité Provincial de Investigación Pública de Madrid, cuya función era unificar y controlar la represión contra los sublevados. Sandoval fue sobre todo el máximo dirigente de la checa anarquista del cinema Europa del barrio de Cuatro Caminos.
Fue también el responsable del asalto y la quema de la cárcel Modelo de Madrid, el 22 de agosto de 1936, que terminó con la matanza de conocidos políticos de derechas en los inicios de la guerra civil..
Tras el desmantelamiento del sistema de checas de Madrid por parte de la Junta de Defensa de Madrid durante la batalla de Madrid, Sandoval llegaría a ser espía para la CNT en Barcelona y Valencia. Posteriormente volvió a Madrid.

### Detención y suicidio
Nada más terminar la guerra civil española, en 1939, fue detenido y conducido a Madrid como parte de la Expedición de los 101, compuesta por dirigentes políticos y sindicales y personas notorias del bando republicano capturados en Alicante, sin haber logrado huir de España. Torturado, fue obligado a confesar y a hacer delaciones, fue repudiado por sus compañeros. Poco después, se suicidó arrojándose al vacío. Se tiró por una ventana de una casa de la calle de Almagro de Madrid, habilitada como comisaría, una más de las muchas cárceles improvisadas en un Madrid lleno de presos republicanos. Nadie reclamó su cuerpo. El 6 de julio de 1939 fue enterrado en una tumba de tercera del cementerio del Este de Madrid.

## Obras sobre su figura
Películas
- El honor de las injurias (2007), largometraje documental dirigido y narrado por el pintor y escritor Carlos García-Alix. La cinta cuenta la vida de Sandoval, con un 80 por ciento de material de archivo,[8] que incluye fotografías, fragmentos de películas así como documentos del propio Felipe Sandoval, como su última confesión.[9] Este film, obtuvo el segundo premio en la sección de Tiempo de Historia de la Seminci del año 2007, el Premio del público en el Festival de Annecy, en Francia, el premio al Mejor Montaje en el festival Memorimage 2008 y recientemente ha obtenido los premios a Mejor Guion, Mejor Dirección y Mejor Dirección de Arte en el festival Atlantidoc Uruguay.

Libros
- El honor de las injurias: busca y captura de Felipe Sandoval (2007) de Carlos García-Alix. Ed. T-Ediciones, Madrid. ISBN 9788486882167